# Qiaotou (häradshuvudort i Kina, Qinghai Sheng, lat 36,94, long 101,67)
Qiaotou (kinesiska: 桥头, 大通回族土族自治县) är en häradshuvudort i Kina. Den ligger i provinsen Qinghai, i den nordvästra delen av landet, omkring 35 kilometer norr om provinshuvudstaden Xining. Antalet invånare är 435 937. Befolkningen består av 212 191 kvinnor och 223 746 män. Barn under 15 år utgör 21,0 %, vuxna 15-64 år 73 %, och äldre över 65 år 5,0 %.
Runt Qiaotou är det tätbefolkat, med 881 invånare per kvadratkilometer. Qiaotou är det största samhället i trakten. Trakten runt Qiaotou består i huvudsak av gräsmarker.
Genomsnittlig årsnederbörd är 518 millimeter. Den regnigaste månaden är juli, med i genomsnitt 138 mm nederbörd, och den torraste är januari, med 2 mm nederbörd.